# تومبلو

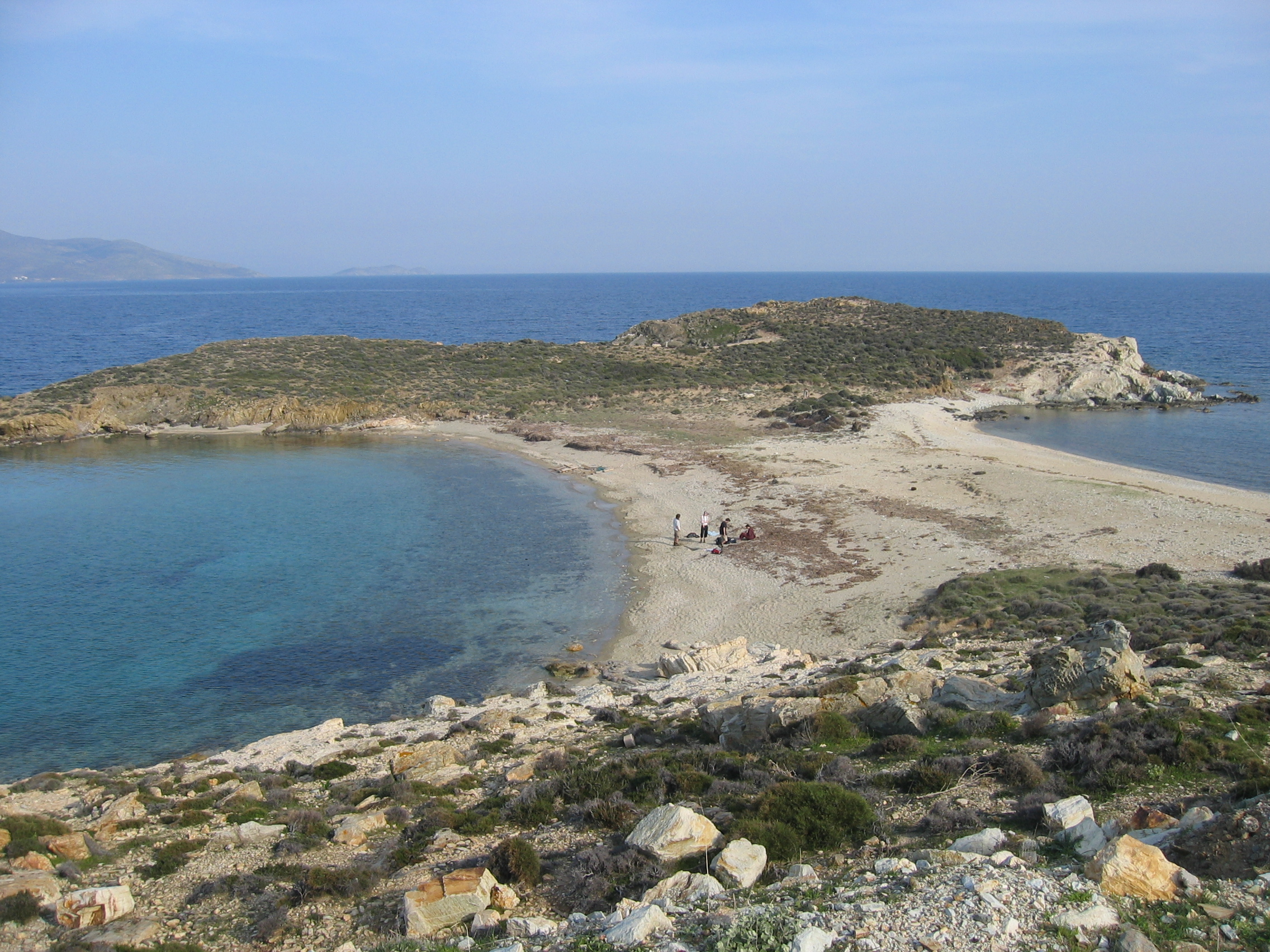
تومبلو بالقرب من كاريستو، وابية، اليونان

إن كلمة تومبلو، المشتقة من الكلمة الإيطالية tombolo، والمشتقة من الكلمة اللاتينية tumulus، التي تعني «ربوة»، وأحيانًا ما تترجم ayre (باللغة النوردية القديمة eyrr، وتعني «الشاطئ الرملي»)، وهو ترسبات أرضية حيث تتصل جزيرة باليابس عبر قطعة ضيقة من الأرض مثل لسان أو حاجز. وعند اتصالها باليابس، تُعرف الجزيرة باسم جزيرة متصلة. وهناك عدة جزر تكون متصلة مع بعضها عبر حواجز ترتفع فوق مستوى سطح الماء وتعرف باسم تجمع تومبلو. وقد تتجمع رابيتي تومبلو ليكونا معًا حيزًا (يُعرف باسم البحيرة الساحلية) التي تمتلأ في النهاية بالترسبات.

## الأسماء
ومن أسمائه: حاجز رملي ولسان رملي ولسان حصوي وجسر رملي وجسر حصباوي وجسر رابط وجسر موصل أو حاجز رابطي

## التكوين

### انكسار الأمواج

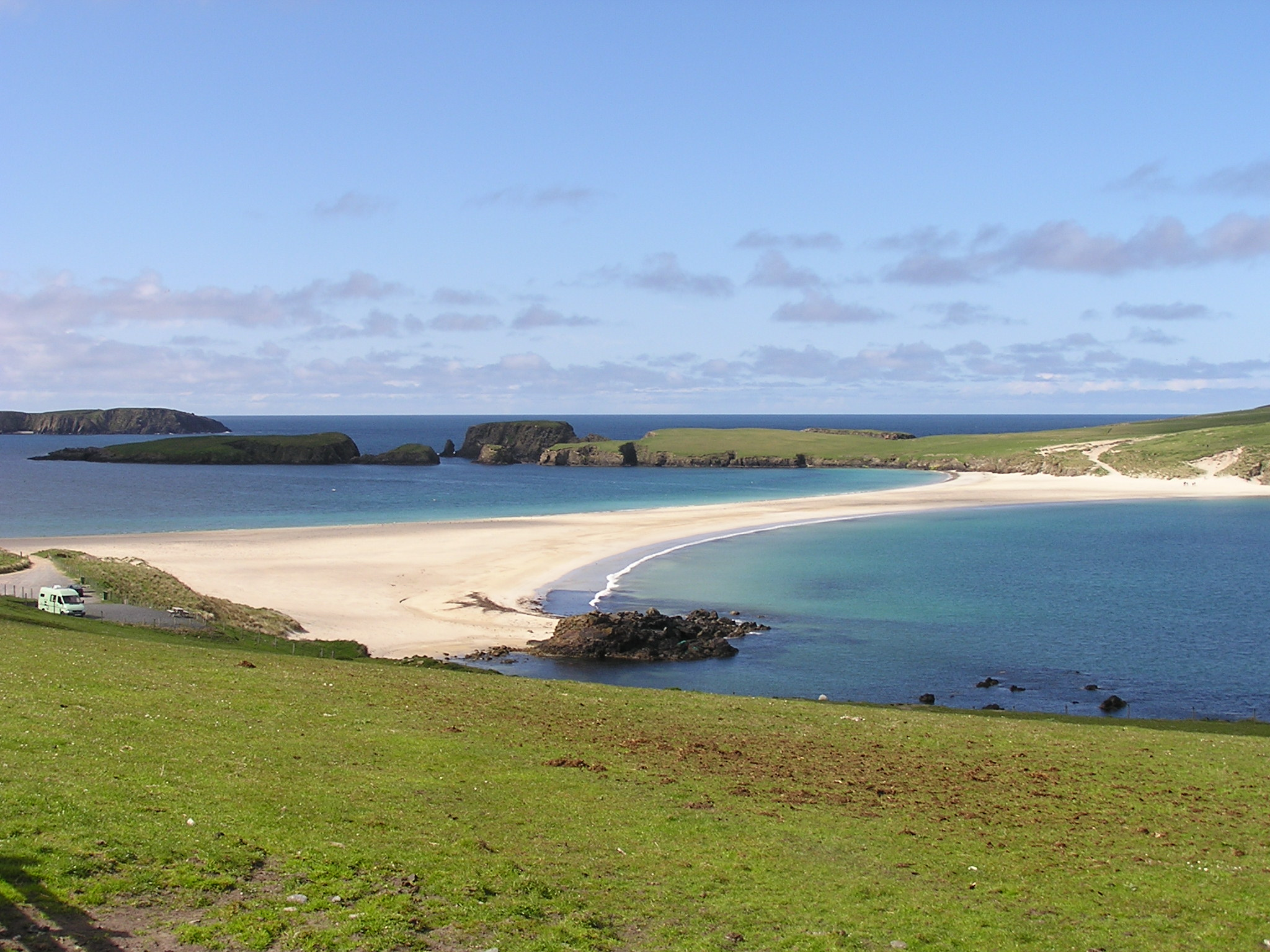
تومبلو يربط جزيرة سانت نينيان بـ أرض شتلاند

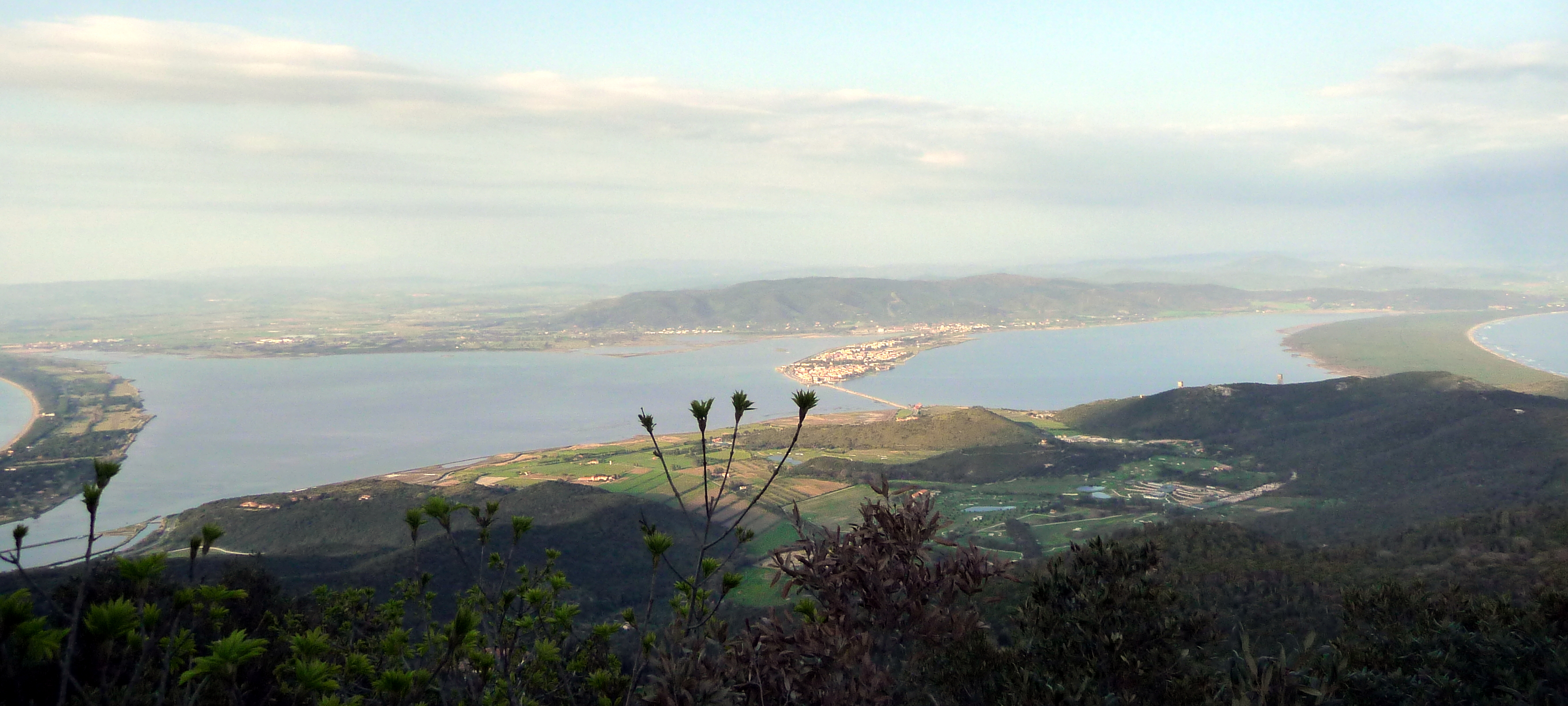
مونت أرجينتاريو، توسكاني، إيطاليا

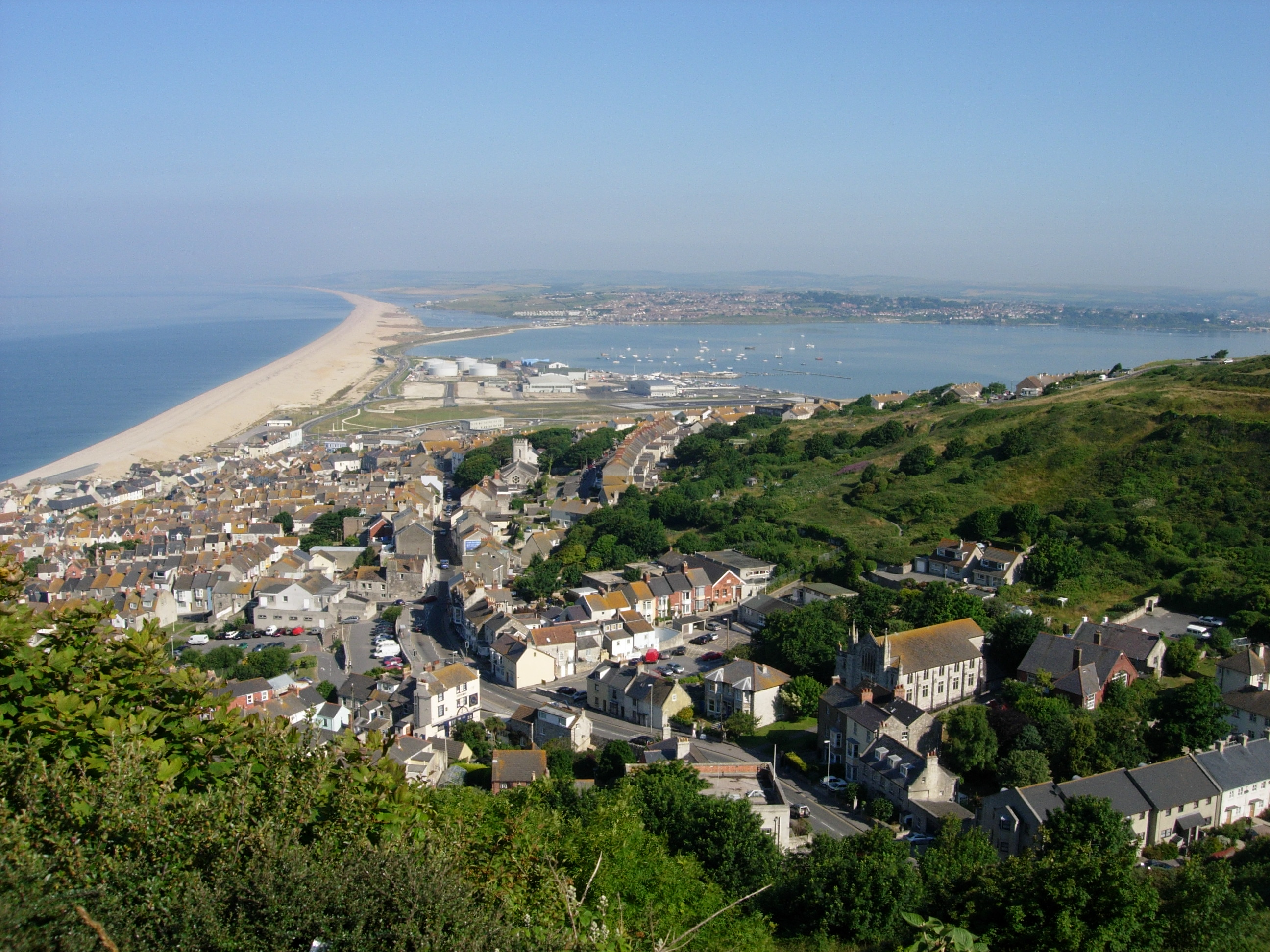
شاطئ تشيسيل، من جزيرة بورتلاند

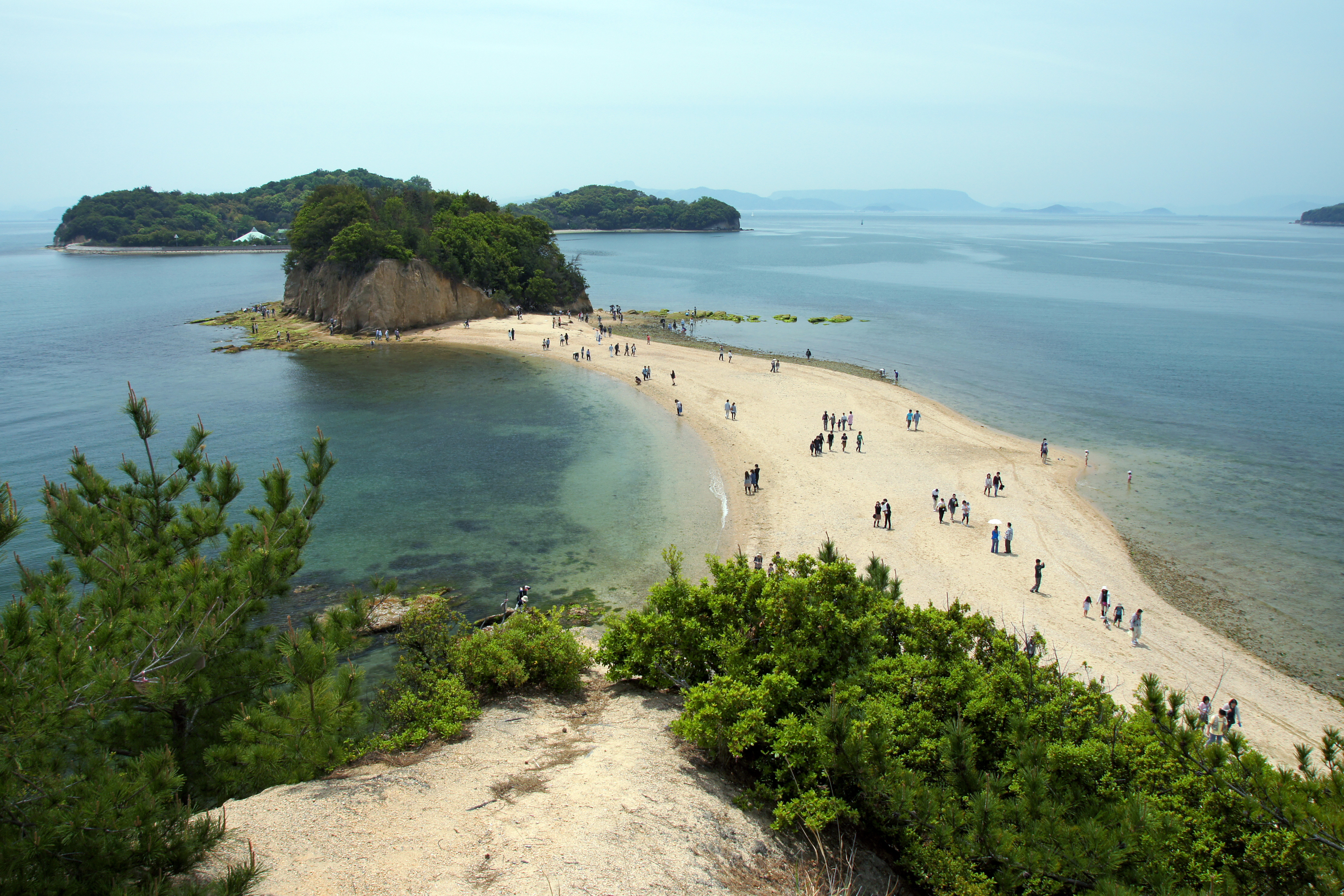
طريق الملائكة من جزيرة تشودو، اليابان

تتكون روابي تومبلو «الحقيقية» من انكسار الأمواج. فعندما تكون الأمواج قريبة من الجزيرة، تقل سرعتها بسبب الماء الضحل الذي يحيط بها. بعد ذلك تَتَكَسَّر هذه الأمواج أو «تميل» حول الجزيرة إلى الجانب المقابل أثناء اقترابها. ويتسبب نمط الأمواج الناشئ عن حركة الماء هذه في تقارب انجراف الشاطئ على الجانب المقابل للجزيرة. وتتجمع ترسبات الشاطئ التي تتحرك على الجانب البعيد من الجزيرة في تلك المنطقة بما يتوافق مع شكل الأمواج. بمعنى آخر، تجرف الأمواج الترسبات معًا من كلا الجانبين. وفي النهاية، عندما تتراكم ترسبات كافية، يتصل خط الشاطئ، المعروف باسم لسان، مع جزيرة مكونًا تومبلو.

### انجراف الشاطئ الجانبي
في حالة شاطئ تشيسيل أو سبورن هيد، تتدفق المواد بطول الساحل بحركة لا تحددها الجزيرة المتصلة الحالية، مثل بورتلاند، التي وصلت إليها. في هذه الحالة وفي الحالات المماثلة، فبينما يمكن أن يُطلق على مواد شريط الشاطئ المتصلة بالجزيرة اسم تومبلو نظرًا لاتصال الجزيرة بالأرض، فمن الأفضل التفكير فيها بما يتوافق مع أسلوب تكوينها، على أنها لسان أو ما شابه ذلك.

## تشكيل الترسبات وتوزيعها
يتعرض التومبلو لتغييرات طبيعية من حيث الشكل والمساحة نتيجة لأحداث المد والجزر والمناخ بشكل أكثر من الشاطئ العادي. ونظرًا لتأثره الشديد بعوامل الطقس، فإن التومبلو يصبح أكثر صلابة بسبب رصف الطرق وإقامة ساحات الانتظار. فعندئذ، تكون الترسبات التي يتكون منها التومبلو أخشن من الأسفل وأنعم عند السطح. ومن السهل مشاهدة هذا النمط عندما تكون الأمواج عاتية بحيث تجرف الحبيبات الأنعم الموجودة بالسطح كاشفةً عن الرمال والحصو الخشن بالقاعدة. كذلك، قد يساهم ارتفاع مستوى سطح البحر في هذا التراكم، حيث تندفع المواد لأعلى مع ارتفاع مستويات البحر. وهذا ما حدث في شاطئ تشيسل (الذي يربط جزيرة بورتلاند مع دورسيت في إنجلترا)، وهو أمر ملحوظ نظرًا لمحاذاة جانب الحصى للساحل بدلاً من تعامدها عليه.
يعمل التومبلو على إظهار مدى حساسية خطوط الساحل. إذ أن أي قطعة صغيرة من الأرض، كجزيرة مثلاً، يمكن أن تعمل على تغيير شكل حركة الأمواج، مما يؤدي إلى تكون ترسبات مختلفة.

## قائمة بأشهر روابي التومبلو
- طريق الملائكة في جزيرة تشيدو، اليابان
- شبه جزيرة أوبوري، نيوزيلاندا
- أير أو سوينيستر، جزر شيتلاند، اسكتلندا
- بارينجوي هيدلاند، بيتواتر، نيو ساوث ويلز، أستراليا
- نقطة بيفيرتال، جزيرة كونانكت، رود أيلاند
- بركة بيدفورد، ماين [5]
- كاديز، أندلسيا، إسبانيا
- جزيرة شاباكويديك، مارثا فينيارد، ماساتشوستس
- جزيرة تشارلز، كونيتيكت
- شاطئ تشيسل، دورسيت، إنجلترا
- تشينج تشاو، هونغ كونغ
- خليج فينجال، نيو ساوث ويلز، أستراليا
- صخرة جبل طارق
- منطقة الاسترخاء الوطني بجزيرة جراند، ميتشجن، البحيرة العظمى
- جوادار، باكستان
- هاكودات، هوكايدو، اليابان
- هاوث هيد، دبلن، أيرلندا
- جزيرة إينيشكيل، نارين، أيرلندا
- البرزخ في عدن، اليمن
- شبه جزيرة كابيداج، باليكسير، تركيا
- كتلا نيس، بورا، جزر شتلاند، اسكتلندا
- كورنيل، سيدني، نيو ساوث ويلز، أستراليا
- لانجنيس، خليج كاستل تاون، جزيرة مان
- لاس بالماس دي جران كاناريا، جزر الكناري، إسبانيا
- لاندودنو، ويلز
- جزيرة لودس في خليج موسكونجوس، مين
- ماهاريس، شبه جزيرة دينجل، أيرلندا
- جزيرة مار، فاليجو، كاليفورنيا
- نقطة ميرسي، شولواتر، أستراليا الغربية
- ميكيولون، سانت بيير وميكيولون، فرنسا
- مونيمفاسيا، لاكونيا، بيلوبونيسي، اليونان
- مونت أرجينتينو، توسكاني، إيطاليا
- مونت مونجانيو، نيوزيلاندا
- مونت تايبينجوت، روتا، مارياناس الغربية
- نيهانت، ماساتشوستس (تومبلو طبيعي، ولكنه متصل بالأرض عبر ممر)
- باليسادوس، كينجستون، جامايكا
- متنزه بريسك إل بروفينسيال، أونتاريو، كندا
- بريسك إل دي جينس، هيريس، فرنسا
- كيوبرون، فرنسا
- سانت ماري، مارتينكيو، فرنسا
- جزيرة سان نينيان، جزر شتلاند، اسكتلندا
- سكوتس هيد، دومينيكا
- جزيرة تايلور، شيلتر أيلاند، نيويورك
- يي أوف هوني، هوني، جزر شتلاند، اسكتلندا
- شاطئ نيسي، أيا نابا، قبرص

## وصلات خارجية
- صفحة Geology.About.com حول تومبلو نسخة محفوظة 3 أبريل 2009 على موقع واي باك مشين. (مفيدة بسبب صورها الوصفية)